# Jewel De’Nyle

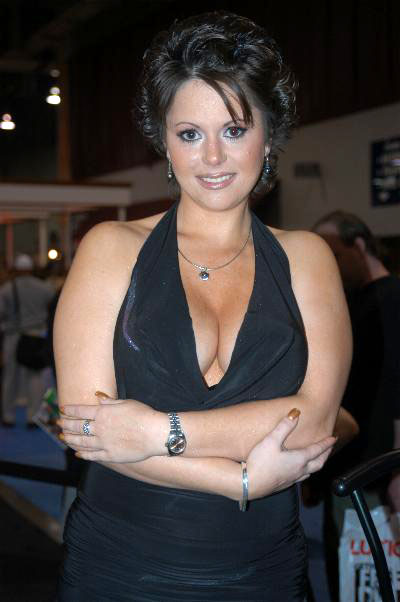
Jewel De’Nyle bei der AVN Adult Entertainment Expo 2005

Jewel De’Nyle (* 5. August 1976 in Wetmore, Colorado; auch Jewel De Nyle, Jewel DeNyle, bürgerlich Stephany Schwarz) ist eine ehemalige US-amerikanische Pornodarstellerin, Regisseurin, Produzentin und Stripperin. 2000 erhielt sie den XRCO Award und den Hot d’Or für das Beste Neue Sternchen. 2001 wurde sie sowohl mit dem AVN Award als auch mit dem XRCO Award als Darstellerin des Jahres ausgezeichnet, 2002 ein weiteres Mal mit dem XRCO Award in dieser Kategorie. Sie ist Mitglied der Hall of Fame von AVN, XRCO und NightMoves.

## Leben
Stephany Schwarz wuchs als Tochter von Debbie Schwarz mit ihrem Adoptivvater Larry Schwarz und einer Stiefschwester in Wetmore, Colorado auf. Sie hat spanische, sizilianische, englische und Blackfoot-indianische Wurzeln. Ihr Stiefvater ist ein ehemaliger republikanischer Politiker und war von 1993 bis 1997 Mitglied des Repräsentantenhauses von Colorado und von 1997 bis 2001 Vorsitzender des Bewährungsausschusses von Colorado. Schwarz beschreibt ihre Jugend als jungenhaft: Sie ist mit vielen Jungen aufgewachsen, hat während der High School zahlreiche Sportarten wie Fußball, Reiten oder Turnen ausgeübt und bezeichnet sich selbst als Wildfang (Tomboy). Außerdem hat sie vier Jahre lang Kickboxen betrieben und kämpfte später auch in Las Vegas. Nach der Schule studierte Schwarz am College Forensik und verdiente währenddessen mit Telemarketing Geld. Vor dem Beginn ihrer Pornokarriere arbeitete sie auch in Strip-Lokalen in Colorado.

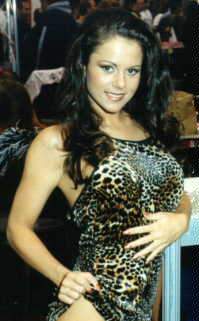
Jewel De’Nyle bei der East Coast Video Show (1999)

Stephany Schwarz kam durch Selena Steele im April 1998 ins Pornogeschäft und gab sich den Künstlernamen Jewel De’Nyle. Ihre erste Szene hatte sie mit Peter North, mit dem sie danach zwei Jahre zusammen war. Kurze Zeit später unterschrieb sie mit 22 Jahren bei der Produktionsfirma New Sensations einen Exklusivvertrag und war unter anderem Darstellerin in dem Film Electric Sex von Nic Andrews im Jahr 1999. Nach zwei Jahren verließ sie New Sensations trotz laufenden Vertrages, nach eigener Aussage, weil Nic Andrews sie respektlos behandelt hatte. Danach war sie nach eigener Aussage einer Schmutzkampagne gegen sie durch Peter North und Nic Andrews ausgesetzt, erreichte aber dennoch ab 2001 mehrere Auszeichnungen als Darstellerin des Jahres.
Ab 2000 war sie auch als Regisseurin und Produzentin aktiv und gab mit XXXtreme Fantasies of Jewel De’Nyle ihr Regiedebüt. Für Jill Kelly productions produzierte sie die Reihe Sluts of the Nyle. Sie war unter anderem auch als Model für das Magazin Hustler tätig. De’Nyle spielte im Laufe ihrer Karriere in mehr als 220  Hardcore-Pornoproduktionen mit, unter anderem in I Dream of Jenna. Zu den Titeln, in denen sie zu sehen war, zählt auch die interaktive DVD My Plaything ….

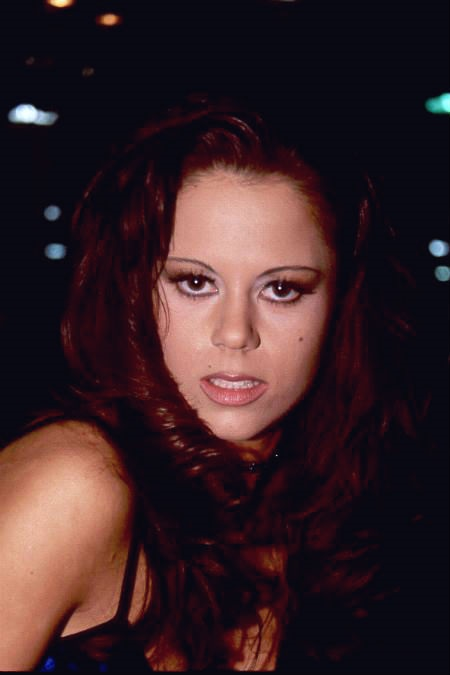
Jewel De’Nyle (2000)

2004 beendete sie mit dem Film Jewel De’Nyle’s Last Movie, der als meistverkaufter Porno ihrer Karriere gilt, ihre Karriere als Darstellerin. Am 18. Juni 2004 hatte De’Nyle einen Auftritt in der Howard Stern Show. Sie drehte danach weiterhin als Regisseurin und Produzentin Filme für ihre Produktionsfirma Platinum X Pictures, die sie 2003 mit ihrem Ehemann Michael Stefano gegründet hatte und an der sie zu 25 % beteiligt war.
Als Vorwürfe gegen ihren Vater laut wurden, als Mitglied des Bewährungsausschusses von Colorado einen weiblichen Häftling und eventuell auch Jewel De’Nyles Stiefschwester vergewaltigt zu haben, und dieser nach einer Hausdurchsuchung, bei der kinderpornografisches Material und Filme seiner Adoptivtochter Jewel gefunden wurden, durch den Gouverneur Bill Owens entlassen wurde, versuchte De’Nyle, ihren Eltern 2003 Arbeit im Management ihrer neu gegründeten Firma zu verschaffen. Ihre Mutter arbeitete dort zunächst als Assistentin, bevor sie sich mit mittlerweile 50 Jahren entschied, unter dem Namen De’Bella ebenfalls Pornodarstellerin zu werden. De’Nyle zerstritt sich jedoch mit ihrer Mutter, unter anderem da diese De’Nyles Vornamen zur eigenen Vermarktung genutzt hatte. Sie trug mit ihr eine öffentliche „Fehde“ aus und erklärte, nie mehr etwas mit ihren Eltern zu tun haben zu wollen. 2006 verließ De’Nyle Platinum X Pictures, das sie zuvor stets als ihre eigene Firma bezeichnet hatte. Bei der AVN Adult Entertainment Expo 2008 gaben sie und ihre Mutter ihre Versöhnung bekannt, vor allem begründet darin, dass ihre Mutter mittlerweile auch Platinum X Pictures verlassen hatte. 2008 drehte Jewel De’Nyle ihren letzten von rund 80 Filmen als Regisseurin.
Im Jahr 2000 wurde sie von der X-Rated Critics Organization mit dem XRCO Award als Best New Starlet ausgezeichnet, außerdem 1999 mit dem NightMoves Award in derselben Kategorie und 2000 mit dem europäischen Hot d’or als Best American New Starlet. Bereits im Jahr darauf erhielt sie sowohl den XRCO Award als auch von Adult Video News den AVN Award als Female Performer of the Year. 2002 verteidigte sie diesen XRCO Award und gewann einen weiteren in der Kategorie Orgasmic Analist, außerdem den NightMoves Award als Beste Schauspielerin. 2007 wurde sie vom NightMoves-Magazin in ihre Hall of Fame aufgenommen, 2009 in die AVN und die XRCO Hall of Fame. Insgesamt hat De’Nyle vier AVN Awards, acht XRCO Awards, drei NightMoves Awards, einen Hot d’or und als Regisseurin zwei Adam Film World Guide Awards erhalten.
Von 1998 bis 2000 führte De’Nyle mit dem Darsteller Peter North eine Beziehung. Vor ihrer Karriere hatte sie mehrere Beziehungen gehabt, die möglicherweise auch zur Heirat führten. Ab 2001 war sie mit dem Kollegen Michael Stefano zusammen, den sie im März 2002 schließlich heiratete. 2003 folgte jedoch die Scheidung. Die meiste Zeit lebt sie mittlerweile in New York City. Im September 2005 heiratete sie in New York erneut; Details wurden nicht bekannt. De’Nyle ist bekennende Atheistin.

## Auszeichnungen

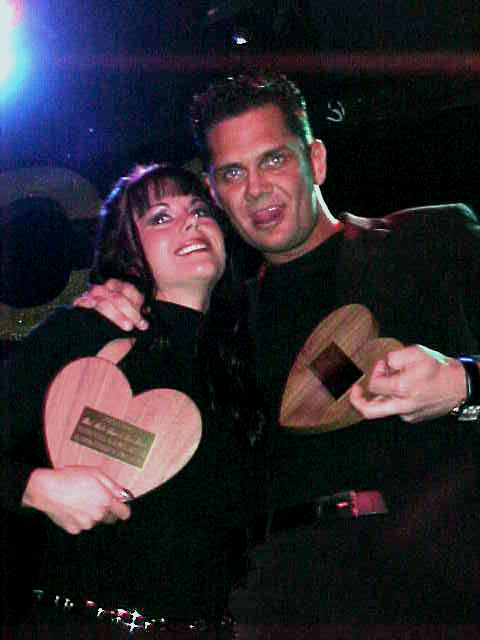
De’Nyle und Nacho Vidal mit ihren XRCO Awards von 2001 für die Best Male-Female Sex Scene

- 1999: NightMoves Award als Best New Starlet (Editor’s Choice)
- 2000: XRCO Award als Starlet of the Year[9]
- 2000: Hot d’Or als Best American New Starlet
- 2001: AVN Award als Female Performer of the Year[11]
- 2001: AVN Award für Best All Girl Sex Scene – Video in Dark Angel (mit Sydnee Steele)[11]
- 2001: XRCO Award als Female Performer of the Year[9]
- 2001: XRCO Award für Best Male-Female Sex Scene in Xxxtreme Fantasies Of Jewel De’Nyle (mit Nacho Vidal)[9]
- 2002: XRCO Award  als Female Performer of the Year[9]
- 2002: XRCO Award als Orgasmic Analist[9]
- 2002: XRCO Award für Best Girl/Girl Sex Scene in No Man’s Land 33 (mit Inari Vachs)[9]
- 2002: NightMoves Award als Best Actress (Fan’s Choice)
- 2003: AVN Award für Best Anal Sex Scene – Video in Babes in Pornland 5: Interracial Babes[12]
- 2004: XRCO Award für Best Sex Scene – Couple in Babes in Pornland 14: Bubble Butt Babes
- 2004: Adam Film World Guide Award als Directrix of the Year
- 2005: Adam Film World Guide Award als Directrix of the Year
- 2007: Aufnahme in die NightMoves Hall of Fame
- 2009: Aufnahme in die AVN Hall of Fame
- 2009: Aufnahme in die XRCO Hall of Fame[13]